# Ca l'Albanyà (Torroella de Fluvià)
Ca l'Albanyà és una casa de Torroella de Fluvià (Alt Empordà) inclosa a l'Inventari del Patrimoni Arquitectònic de Catalunya. Situada dins del nucli urbà de la població de Torroella, a la banda de migdia del terme, a redós de l'antic barri de la Força.

## Descripció
Es tracta d'una torre de planta quadrada adossada al mur de migdia de la casa de ca l'Albanyà, la qual està delimitada pels carrers Torroella, Sant Pere Pescador i Casades del Còdol. La part principal de la casa, envoltada de jardí i formada per diversos cossos adossats, és rectangular, amb la coberta de dos vessants de teula i distribuïda en planta baixa, pis i golfes. Majoritàriament, les obertures són rectangulars i destaquen les de la façana de tramuntana (carrer Sant Pere Pescador), donat que presenten els emmarcaments bastits amb carreus de pedra ben desbastats. La resta de l'edifici, incloses les obertures, han estat reformades. La torre està distribuïda en planta baixa, pis i golfes i presenta una coberta de teula de quatre vessants. A la cara de llevant destaca una finestra geminada d'arcs de mig punt sostinguts per un pilaret central, situada al pis. Al seu costat, tocant a la cantonada sud-est, hi ha una espitllera. La part superior del parament, actualment refeta, presenta una galeria oberta mitjançant obertures rectangulars, dues per façana. L'aparell és fet amb carreus de pedra ben desbastats, disposats en filades regulars.

## Història
El barri de la Força és el més antic del poble. El seu nucli primitiu estava emmurallat i s'hi ubicava la capella de Sant Sebastià, que fou enderrocada l'any 1929. Tot indica que les seves pedres serviren per aixecar part de la casa de la vila i la torre de ca l'Albanyà, que tot i així forma part dels vestigis de fortificació medieval més importants que resten a la vila.